# Промышленная революция

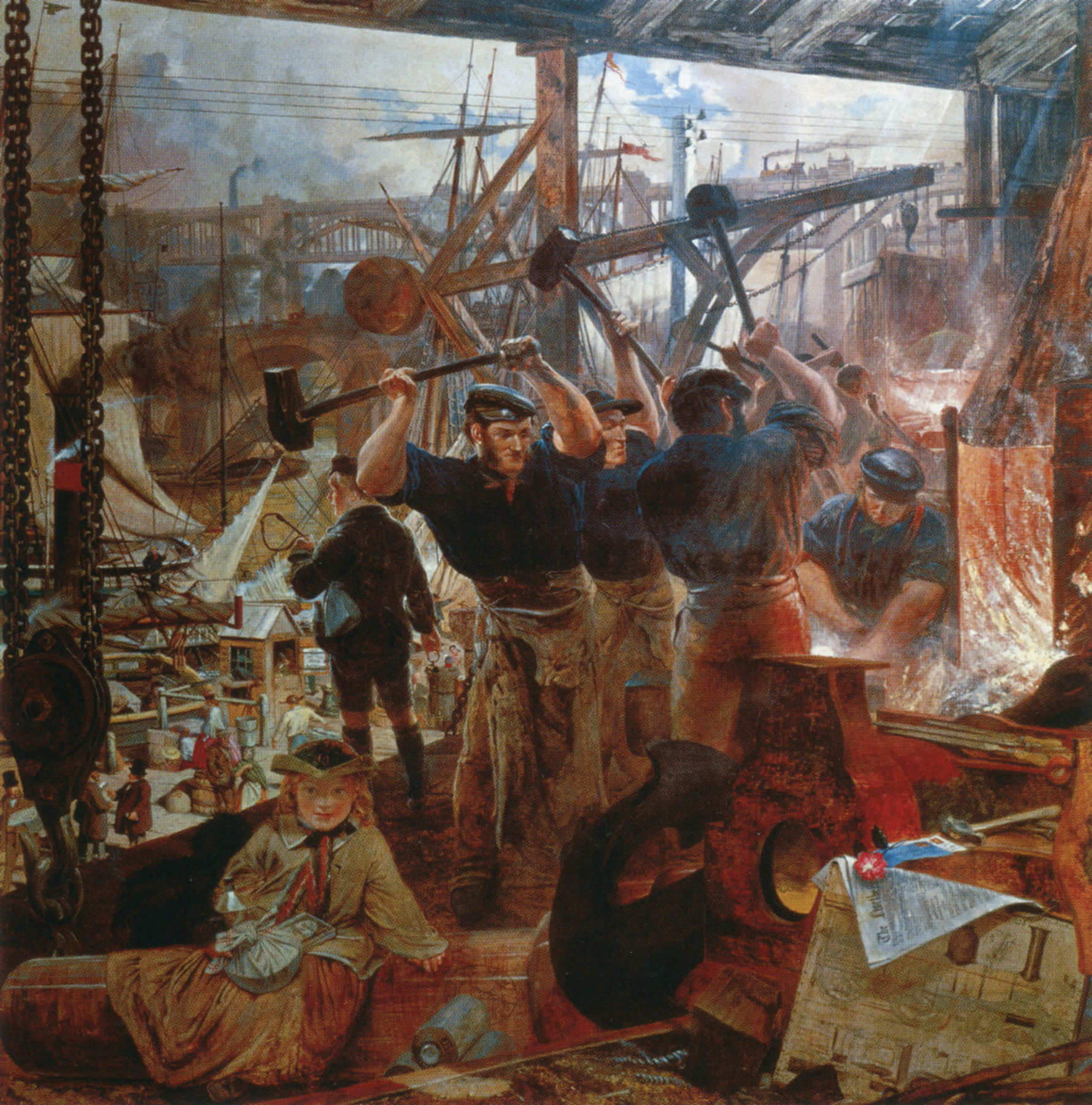
Уильям Белл Скотт, «Железо и уголь», 1856—1864 годы

Промы́шленная револю́ция (промы́шленный переворо́т, вели́кая индустриа́льная револю́ция, или пе́рвая промы́шленная револю́ция) — массовый переход от ручного труда к машинному, от мануфактуры к фабрике, произошедший в ведущих государствах мира в 1760-е — 1840-е годы.
Основным следствием промышленного переворота являлась индустриализация — переход от преимущественно аграрной экономики к промышленному производству, в результате которого произошла трансформация аграрного общества в индустриальное.
Промышленный переворот происходил в разных странах не одновременно, но в целом считается, что период, когда происходили эти изменения, начинается от второй половины XVIII века и продолжается в течение XIX века. Характерной чертой промышленной революции является стремительный рост производительных сил на базе крупной машинной индустрии, а также утверждение капитализма в качестве господствующей мировой системы хозяйства.
Промышленная революция совпала не просто с началом массового применения машин, но и с изменением всей структуры общества. Она сопровождалась резким повышением производительности труда, быстрой урбанизацией, началом быстрого экономического роста (до этого экономический рост, как правило, был заметен лишь в масштабах столетий) и увеличением жизненного уровня населения.
Начавшись в Великобритании, промышленная революция, пройдя по странам Европы и США, позволила на протяжении жизни всего лишь 3—5 поколений перейти от аграрного общества (где большинство населения вело натуральное хозяйство) к индустриальному.

## Факторы промышленного переворота
Промышленная революция началась в Великобритании в последней трети XVIII века и приняла в первой половине XIX века всеобъемлющий характер, охватив затем и другие страны Европы и Америки.
Существует мнение, что вывоз капитала из зарубежных британских колоний явился одним из источников накопления капиталов в метрополии, способствовавшим промышленной революции в Великобритании и выводу этой страны в лидеры мирового промышленного развития. В то же время аналогичная ситуация в других странах (например, Испании и Португалии) не привела к ускорению экономического развития.
Как полагает нобелевский лауреат по экономике Джон Хикс, следующие экономические и социальные факторы промышленной революции в Англии были главными:
- формирование институтов, защищающих частную собственность и контрактные обязательства, в частности, независимой и эффективной судебной системы;
- высокий уровень развития торговли;
- формирование рынка факторов производства, в первую очередь рынка земли (то есть торговля землёй стала свободной и была освобождена от феодальных ограничений);
- широкое применение наёмного труда и невозможность использования принудительного труда в широких масштабах;
- развитость финансовых рынков и низкий уровень ссудного процента;
- развитие науки.

При этом он не считает технические изобретения основной и главной причиной промышленной революции в Англии: «Промышленная революция произошла бы и без Кромптона и Аркрайта и была бы, особенно на поздних стадиях, такой же, какая имела место в действительности».
Несколько иной взгляд на причины Промышленной революции был выработан в трудах экономических историков: Иммануила Валлерстайна, Кристофера Хилла, Чарльза Уилсона, Ж. Бержье и др., — которые анализировали ход индустриализации Западной Европы и других стран в XVIII—XIX вв. на базе конкретных фактов, имевшихся в их распоряжении. По их мнению, ключевую роль в ускорении промышленного роста Англии в XVIII веке сыграла система протекционизма, введённая в 1690-е годы и усиленная дополнительными протекционистскими мерами к середине XVIII в. Именно она обеспечила быстрое развитие английской промышленности, несмотря на конкуренцию со стороны более сильной в то время голландской промышленности, а также обеспечила развитие промышленности Пруссии, Австрии и Швеции, где тоже были введены протекционистские системы.
Значительно меньшую или совсем незначительную роль в этом процессе, по их мнению, сыграли факторы, связанные с деньгами и наличием капитала. Исследования историков показали, что в подавляющем большинстве промышленные предприятия в период 1700—1850 годов основывались представителями среднего класса (крестьянами, торговцами, ремесленниками), которые не прибегали ни к каким внешним источникам финансирования, а развивались за счёт собственных средств или денег, взятых у родственников/знакомых (см. также статью Первоначальное накопление капитала).
Среди других факторов, выделяемых экономическими историками, способствовать Промышленной революции могли также:
- борьба с монополиями и обеспечение реальной свободы предпринимательства (в Англии особенно активно эти меры проводились в период с 1688 года по 1724 год и после 1746 года[8]);
- заключение негласного общественного договора между бизнесом и обществом, гарантировавшего, что они будут придерживаться определённых правил поведения, уважая права и бизнеса, и общества[9].

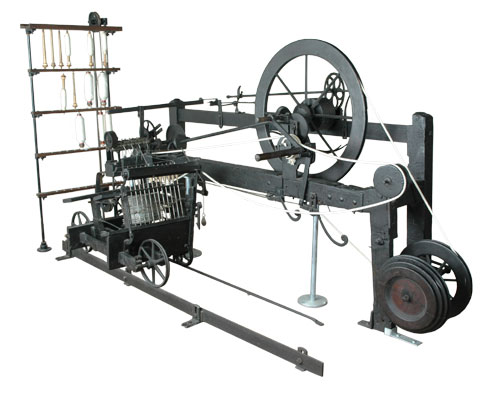
Прядильная машина Кромптона, 1779 год

### Инновации
Успех промышленной революции в Великобритании был основан на нескольких инновациях, появившихся к концу XVIII в.:
- Текстильная промышленность — прядение нити из хлопка на прядильных машинах Аркрайта (1769), Харгривса и Кромптона. Впоследствии сходные технологии были применены для прядения нити из шерсти и льна.
- Паровой двигатель — изобретённая Джеймсом Уаттом и запатентованная им в 1775 году паровая машина первоначально использовалась в шахтах для откачивания воды. Но уже в 1780-х она нашла применение в некоторых других механизмах, заменяя гидроэнергию там, где она была недоступна.
- Металлургия — в чёрной металлургии каменноугольный кокс пришёл на смену древесному углю так же, как ранее он уже использовался при производстве свинца и меди. Теперь кокс использовали не только при изготовлении передельного чугуна в доменных печах, но и для получения ковкого чугуна, в том числе при пудлинговании, изобретённом Генри Кортом в 1783—1784 годах.

## История промышленной революции
В период XVII века Англия начала обгонять мирового лидера Голландию по темпам роста капиталистических мануфактур, а позже и в мировой торговле и колониальной экономике. К середине XVIII века Англия становится ведущей капиталистической страной. По уровню экономического развития она превзошла остальные европейские страны, располагая всеми необходимыми предпосылками для вступления на новую ступень общественно-экономического развития — крупное машинное производство.
Промышленная революция сопровождалась и тесно с ней связанной производственной революцией в сельском хозяйстве, ведущей к радикальному росту производительности земли и труда в аграрном секторе. Без второй первая просто невозможна в принципе, так как именно производственная революция в сельском хозяйстве обеспечивает возможность перемещения значительных масс населения из аграрного сектора в индустриальный.

### Паровой двигатель

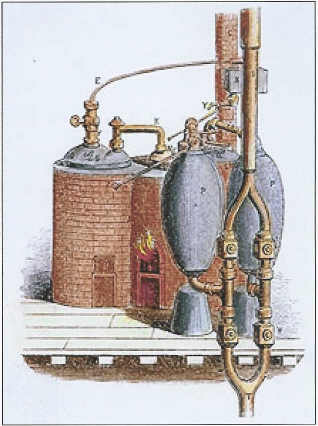
Первая паровая машина Томаса Севери

Начало промышленной революции связывают с изобретением эффективного парового двигателя в Великобритании во второй половине XVII века. Хотя само по себе подобное изобретение вряд ли бы что-то дало (необходимые технические решения были известны и раньше), но в тот период английское общество было подготовлено к использованию новшеств в широких масштабах. Это было связано с тем, что Англия к тому времени перешла от статичного традиционного общества к обществу с развитыми рыночными отношениями и активным предпринимательским классом. Кроме того, Англия располагала достаточными финансовыми ресурсами (так как была мировым торговым лидером и владела колониями), воспитанным в традициях протестантской трудовой этики населением и либеральной политической системой, в которой государство не подавляло экономическую активность.
Первой попыткой использования парового двигателя в промышленности считается водяной насос Томаса Севери, запатентованный в 1699 году. Но он не был успешным из-за частых взрывов бойлера и ограниченной мощности. Более совершенной была машина Томаса Ньюкомена, разработанная к 1712 году. По-видимому, Ньюкомен использовал ранее полученные экспериментальные данные Дени Папена, который изучал давление водяного пара на поршень в цилиндре и поначалу нагревание и охлаждение пара для возвращения поршня в исходное состояние производил вручную.

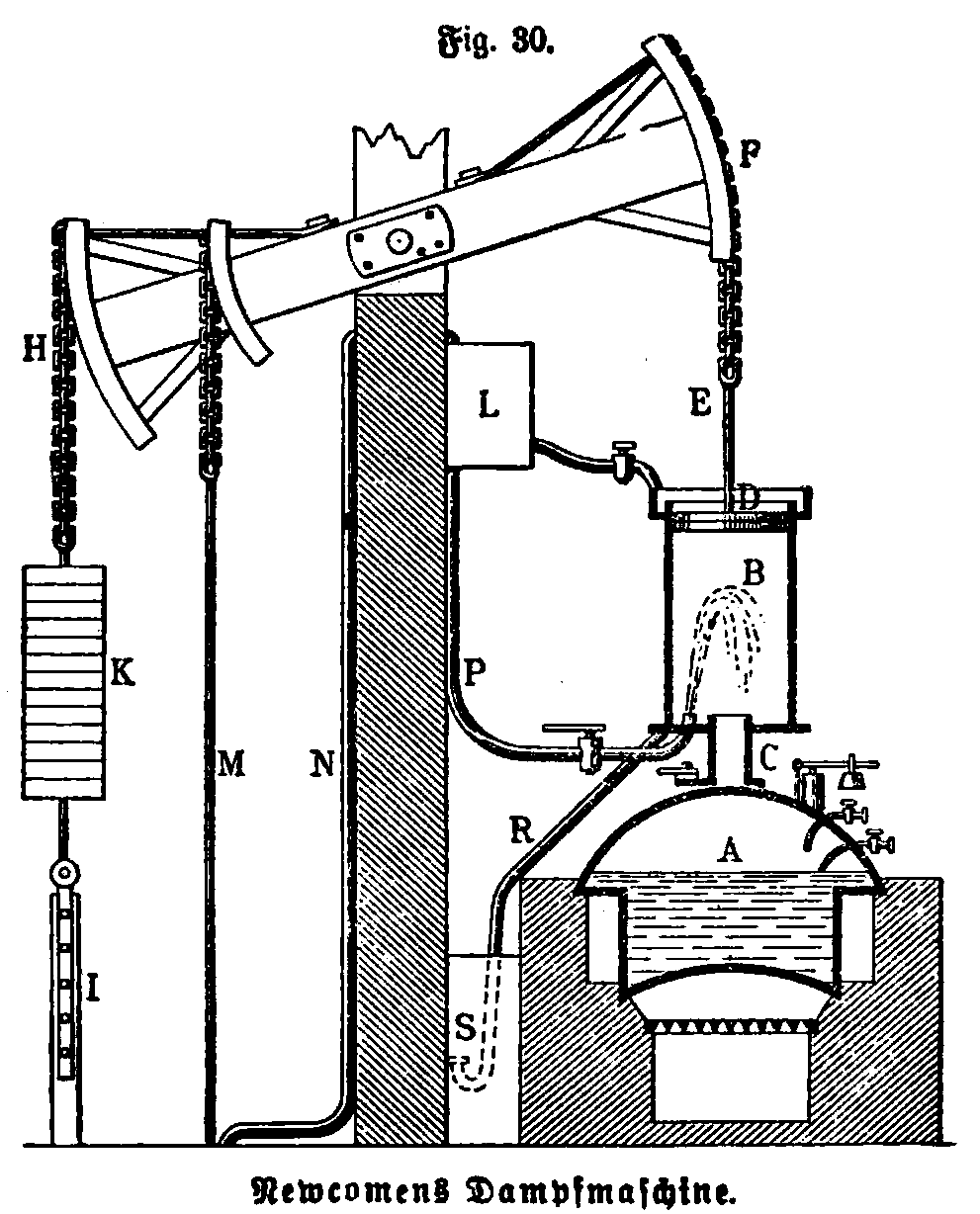
Схема паровой машины Ньюкомена

Насосы Ньюкомена нашли применение в Англии и других европейских странах для откачивания воды из глубоких затопленных шахт, работы в которых без них производить было бы невозможно. К 1733 году их было куплено 110, из которых 14 — на экспорт. Это были большие и дорогие машины, очень неэффективные по современным стандартам, но они себя окупали там, где добыча угля обходилась сравнительно дёшево. С некоторыми усовершенствованиями их до 1800 года произвели 1454 штуки, и они оставались в употреблении до начала XX века.
Наиболее известная из ранних паровых машин разработки Джеймса Уатта была предложена в 1778 году, Уатт существенно усовершенствовал механизм, сделав его работу более стабильной. Одновременно мощность увеличилась примерно в пять раз, что дало 75 % экономию в себестоимости угля. Ещё более важные последствия имел тот факт, что на базе машины Уатта стало возможно преобразование поступательного движения поршня во вращательное, то есть двигатель теперь мог крутить колесо мельницы или фабричного станка. Уже к 1800 году фирма Уатта и его компаньона Болтона произвела 496 таких механизмов, из которых только 164 использовались как насосы. Ещё 308 нашли применение на мельницах и фабриках, а 24 обслуживали доменные печи.
В 1810 году в Англии насчитывалось 5 тыс. паровых машин, а в следующие 15 лет число их утроилось.

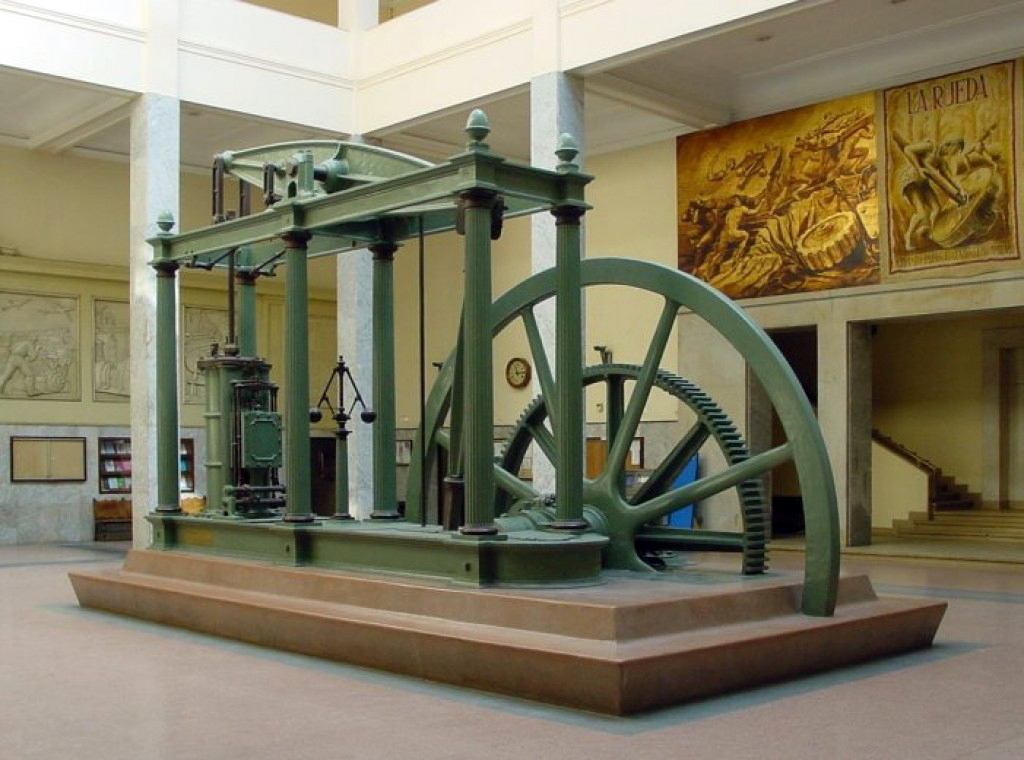
Паровая машина Уатта

Появление металлорежущих станков, таких как токарный, позволили упростить процесс изготовления металлических частей паровых машин и в дальнейшем создавать всё более совершенные и для разнообразных целей. К началу XIX в. английский инженер Ричард Тревитик и американец Оливер Эванс совместили бойлер и двигатель в одном устройстве, что позволило далее использовать его для движения паровозов и пароходов.
В то же время механизмы, использующие водную и ветряную энергию, ещё долго конкурировали с паровыми двигателями. В частности, до 1870 года в Соединённых Штатах большинство фабрик использовали энергию водяных турбин, а не паровых машин.

### Текстильная промышленность

Модель прядильной машины XVIII в. из музея Вупперталя, Германия

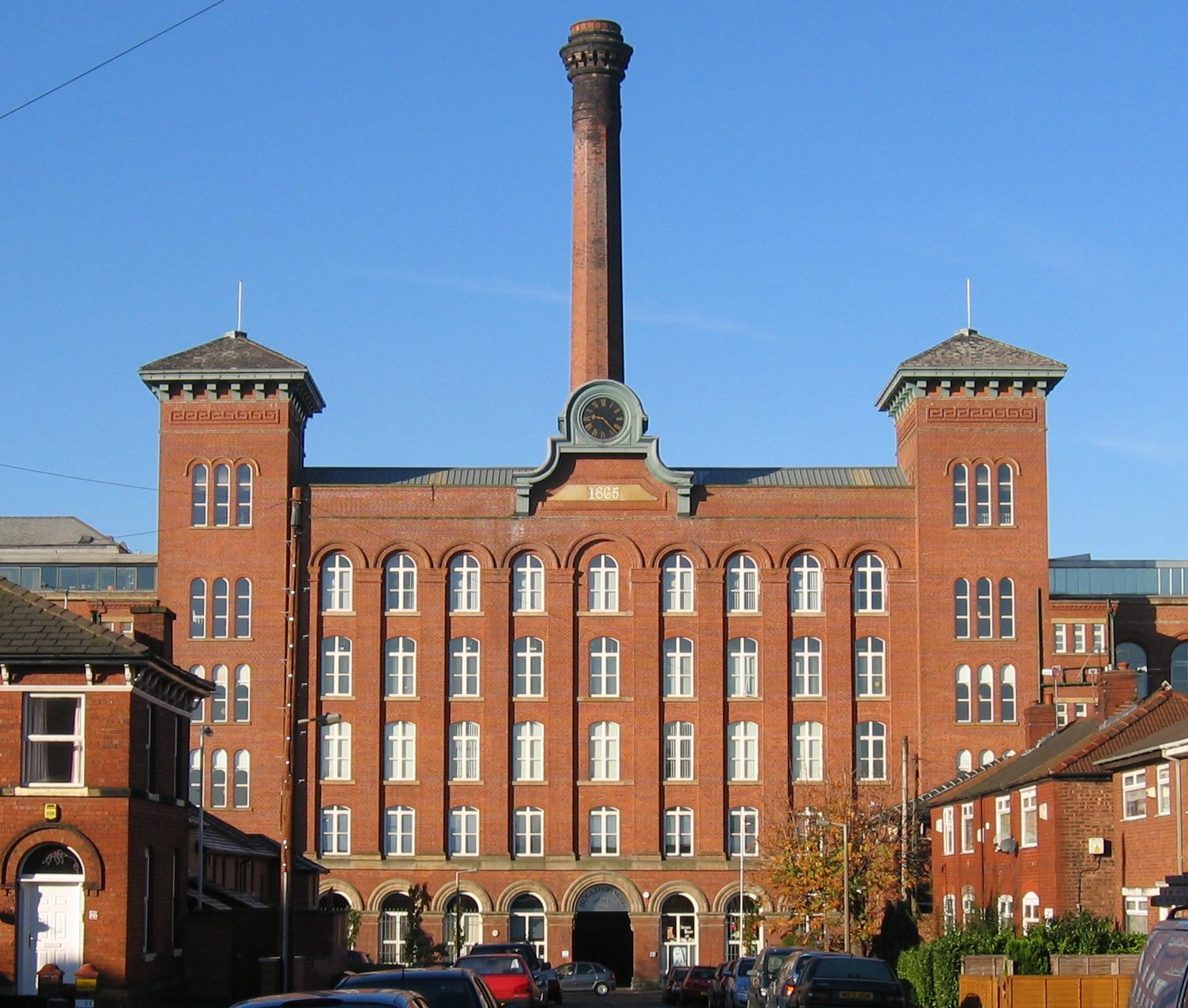
Ткацкая фабрика в городе Реддиш, Великобритания

В начале XVIII века британская текстильная промышленность ещё была основана на обработке местной шерсти индивидуальными ремесленниками. Эта система называлась «коттеджной индустрией», так как работа выполнялась на дому, в небольших домиках-коттеджах, где проживали ремесленники со своими семьями. Требующее более тонкой обработки изготовление нитей из льна и хлопка в средневековой Англии широкого распространения не получило, поэтому текстиль из хлопка импортировали из Индии.
Изобретение в 1733 году летучего челнока увеличило спрос на пряжу. В 1738 году была создана машина, прявшая нить без участия человеческих рук, а в 1741 году близ Бирмингема открылась фабрика, прядильную машину на которой приводил в движение ослик. Владельцы фабрики, Пол и Вятт, вскоре открыли новую фабрику близ Нортгемптона, оснащённую уже пятью прядильными машинами с полусотней челноков на каждой, которая работала до 1764 года. Ткачом Джеймсом Харгривсом в 1765 году была изобретена механическая прялка «Дженни», на которой можно было работать с 16-18 веретенами. В 1771 году в Кромфорде, Дербишир, начала работать прядильная фабрика Аркрайта, который поощрял изобретательство, и его машины были усовершенствованы, теперь они приводились в движение водяным колесом. Кроме того, теперь кроме шерсти на новых машинах стало возможно обрабатывать и растительное волокно, импортируемое из Америки. К 1780 году в Англии насчитывалось 20, а ещё через 10 лет — 150 прядильных фабрик и на многих из этих предприятий работало по 700—800 человек.
В 1785 году Эдмунд Картрайт получил патент на механический ткацкий станок с ножным приводом, который в 40 раз увеличил производительность труда.
Затем водяное колесо начали заменять паровой машиной. В период с 1775 по 1800 год заводы Уатта и Болтона в Сохо выпустили 84 паровые машины для хлопчатобумажных фабрик и 9 машин — для шерстяных фабрик. К середине XIX века ручное ткачество в Великобритании почти совершенно исчезло. В текстильной промышленности большую роль сыграл так называемый сельфактор, обеспечивший механизацию прядильных процессов.
В 1804 году французский ткач Жозеф Мари Жаккар изобрёл специальный ткацкий станок для выработки крупноузорчатых жаккардовых тканей (декоративные ткани, ковры, скатерти и т. п.). Несмотря на яростное сопротивление ткачей по шёлку, опасавшихся, что внедрение станка-автомата лишит их средств к существованию, преимущества изобретения Жаккара были очевидны, что обеспечило его широкое распространение. К 1812 году во Франции работало 11000 жаккардовых ткацких станков. После 1815 года, когда Жан Антуан Бретон решил проблемы с механизмом перфокарт, продажи станков увеличились.

### Машиностроение

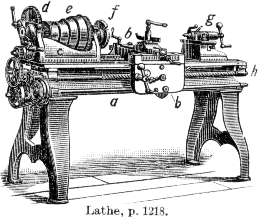
Токарный станок 1811 года

В средневековой Европе изготовлением механизмов занимались мастера часовых дел и изготовители навигационных и научных инструментов. Детали часовых механизмов даже использовали при изготовлении первых прядильных станков. Многие детали изготавливали из дерева плотники, поскольку металл был дорог и труден в обработке.
С появлением всё возрастающего спроса на металлические детали прядильных станков, паровых машин, а также сеялок и других механизмов, введённых в употребление в британском сельском хозяйстве с начала XVIII в., были изобретены токарные станки, а в первой половине XIX в. фрезерный и другие станки для металлообработки.
Среди других ремёсел, требовавших высокоточной обработки металла, было изготовление замков. Одним из самых известных механиков, прославившихся в изготовлении замков, был Джозеф Брама. Его ученик Генри Модсли впоследствии работал для королевского флота и сооружал машины для производства шкивов и блоков. Это был один из первых примеров поточного производства со стандартизацией деталей.

### Металлургия

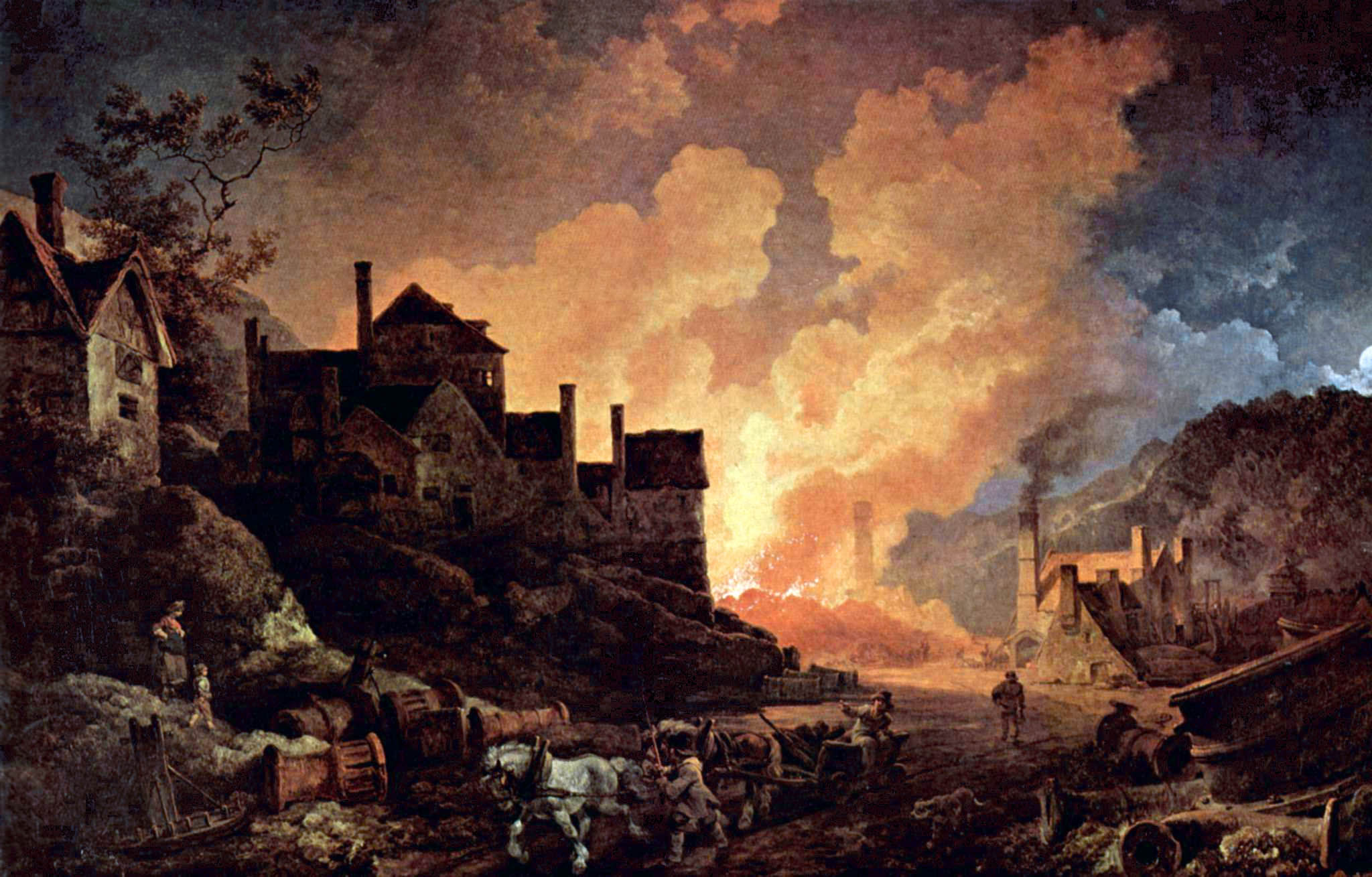
Коулбрукдэйл ночью, Ф. Я. Лютербург Младший, 1801 год
Огни доменной печи в городе Коулбрукдейл

Увеличение числа машин вызвало повышенную потребность в металле, и это потребовало развития металлургии. Главным достижением этой эпохи в металлургии была замена древесного угля, использовавшегося средневековыми кузнецами, на каменноугольный кокс. Его ввёл в употребление в XVII веке Клемент Клерк и его мастера кузнечных дел и литья.
С 1709 года в местечке Коулбрукдейл Абрахам Дарби, основатель целой династии металлургов и кузнецов, использовал кокс для получения чугуна из руды в доменной печи. Из него поначалу делали лишь кухонную утварь, которая отличалась от работы конкурентов лишь тем, что её стенки были тоньше, а вес меньше. В 1750-х годах сын Дарби (Абрахам Дарби II) построил ещё несколько домен, и к этому времени его изделия были ещё и дешевле, чем изготовленные на древесном угле. В 1778 году внук Дарби, Абрахам Дарби III, из своего литья построил в Шропшире знаменитый Железный мост, первый мост в Европе, полностью состоящий из металлических конструкций.

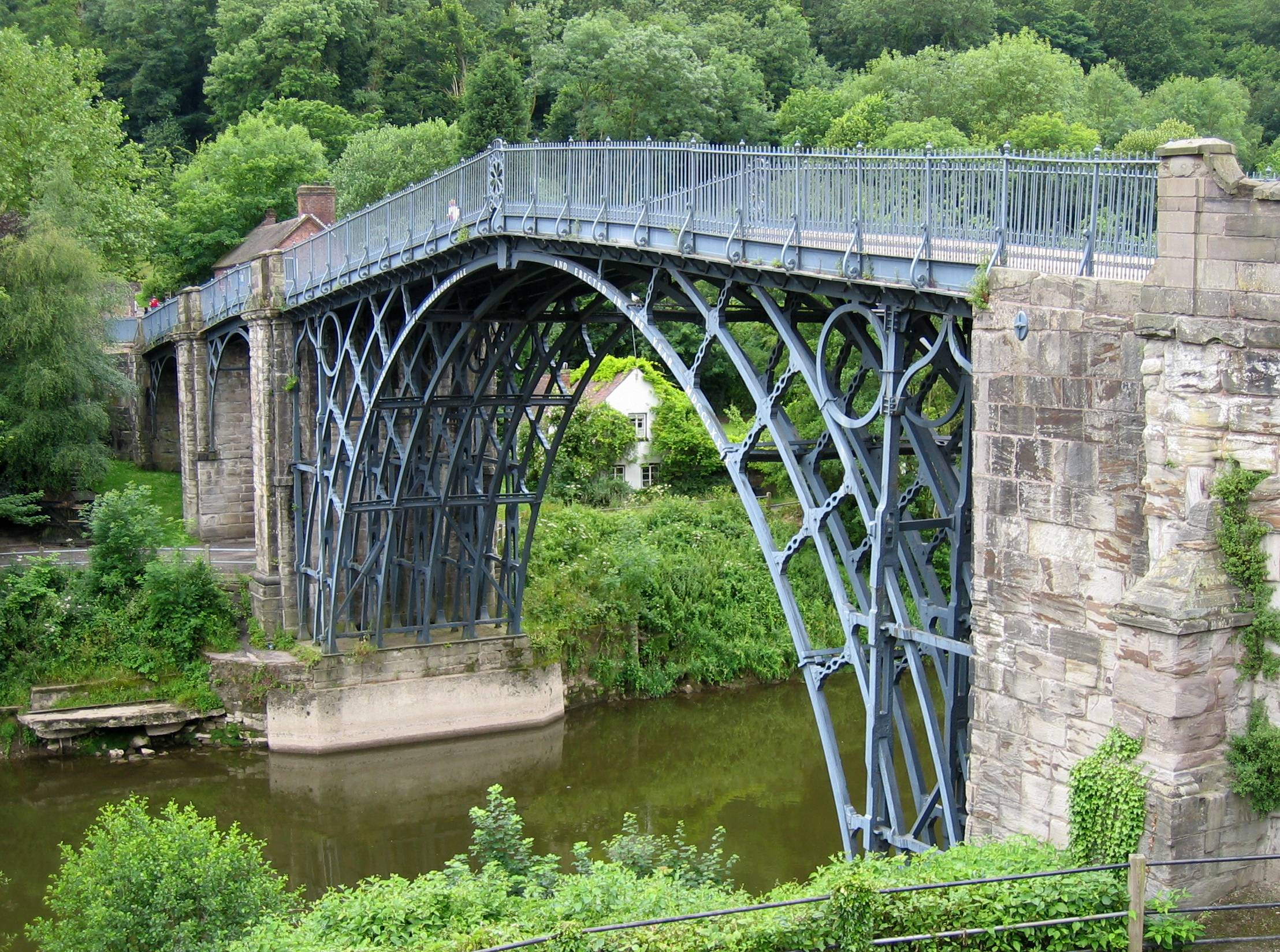
Чугунный мост через Северн, Шропшир, Великобритания.

Для дальнейшего улучшения качества чугуна в 1784 году Генри Корт разработал процесс пудлингования. Рост производства и улучшение качества английского металла к концу XVIII века позволило Великобритании полностью отказаться от импорта шведского и российского железа. Развернулось сооружение каналов, позволявших перевозить уголь и металлы.
С 1830 по 1847 год производство металла в Англии возросло более чем в 3 раза. Применение горячего дутья при плавке руды, начавшееся в 1828 году, втрое сократило расход топлива и позволило использовать в производстве низшие сорта каменного угля, С 1826 по 1846 год экспорт железа и чугуна из Великобритании увеличился в 7,5 раза.

### Транспорт

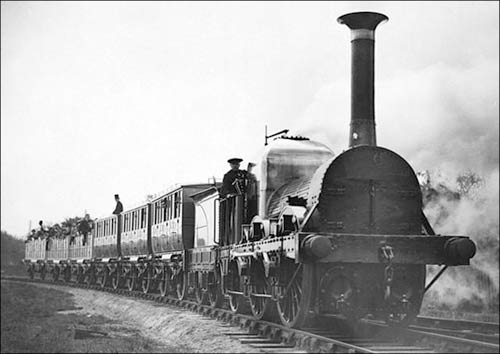
Поезд на линии Ливерпуль-Манчестер

В конце XVIII века в Великобритании стали массово строить каналы для перевозки грузов (прежде всего, угля), позволившие сильно сократить издержки на доставку. Показательна история Фрэнсиса Эгертона, 3-й герцога Бриджуотерского, построившего Бриджуотерский канал для доставки угля и быстро разбогатевшего на этом.
Огромное значение имело появление железных дорог. Первый паровоз был построен в 1804 году Ричардом Тревитиком. В последующие годы многие инженеры пытались создавать паровозы, но самым удачливым из них оказался Джордж Стефенсон, который в 1812—1829 года предложил несколько удачных конструкций паровозов. Его паровоз был использован на первой в мире железной дороге общественного пользования из Дарлингтона к Стоктону, открытой в 1825 году. После 1830 года в Великобритании началось быстрое строительство железных дорог. Вскоре первые железные дороги появились и в странах континентальной Европы. К середине XIX века во всех развитых (на тот момент) странах были созданы обширные железнодорожные сети, а в 1869 году в США была открыта Первая трансконтинентальная железная дорога.

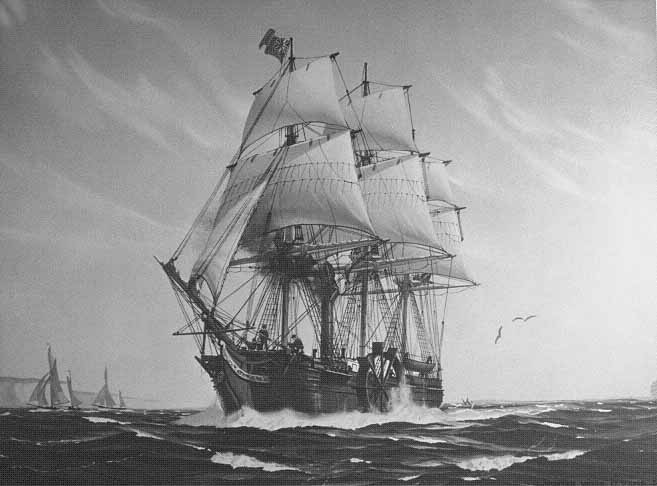
Пароход Саванна

Роберт Фултон в 1807 году построил первый в мире пароход «Клермонт», который совершал рейсы по реке Гудзон от Нью-Йорка до Олбани. В 1819 году американский пароход «Саванна» впервые пересёк Атлантический океан, однако бо́льшую часть пути корабль прошёл под парусами, которые ещё долго сохранялись на пароходах в качестве вспомогательного движителя. Лишь в 1838 году (через 19 лет после «Саванны») английский пароход «Сириус» впервые пересёк Атлантический океан без использования парусов. К середине XIX века пароходы-лайнеры начали осуществлять регулярные грузовые и пассажирские перевозки через Атлантику. Одним из первых железных трансатлантических пароходов был «Грейт Бритн» Изамбарда Кингдома Брюнела.

### Связь
Первый электрический телеграф создал российский учёный Павел Львович Шиллинг в 1832 году. Впоследствии электромагнитный телеграф был построен в Германии — Карлом Гауссом и Вильгельмом Вебером (1833), в Великобритании — Куком и Уитстоном (1837), а в США электромагнитный телеграф был запатентован С. Морзе в 1837 году. Большой заслугой Морзе является изобретение телеграфного кода, где буквы алфавита были представлены комбинацией коротких и длинных сигналов — «точек» и «тире» (код Морзе). Коммерческая эксплуатация электрического телеграфа впервые была начата в Лондоне в 1837 году.

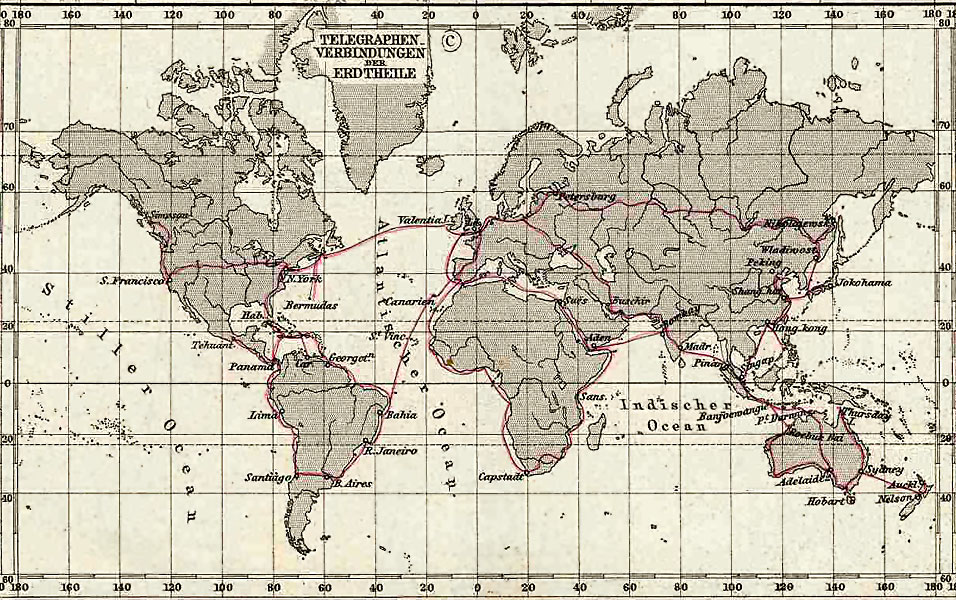
Основные телеграфные линии на 1891 год.

В 1858 году была установлена трансатлантическая телеграфная связь. Затем был проложен кабель в Африку, что позволило в 1870 году установить прямую телеграфную связь Лондон — Бомбей (через релейную станцию в Египте и на Мальте).

### Химикаты
Промышленная революция сделала возможным промышленное производство некоторых наиболее востребованных на рынке химикатов, чем было положено начало развитию химической промышленности. Серная кислота была известна ещё в средние века, но получали её из окислов, образующихся при сжигании минеральной серы, в стеклянных сосудах. В 1746 году Джон Ребук заменил их на более объёмистые свинцовые, чем значительно увеличил производительность процесса.
Другой важной задачей было производство щелочных соединений. Метод промышленного производства карбоната натрия был разработан в 1791 году французским химиком Никола Лебланом. Он смешивал серную кислоту с поваренной солью и получаемый сульфат натрия нагревал со смесью известняка и угля. Смесь продуктов реакции обрабатывали водой, из раствора получали карбонат натрия, а нерастворимые вещества (известняк, уголь и сульфид кальция) отбрасывали. Хлороводород поначалу также загрязнял атмосферу производственных помещений, но позже его научились использовать для получения соляной кислоты. Метод Леблана был прост, дёшев и давал значительно более доступный продукт, чем ранее использовавшийся метод получения соды из золы растений.

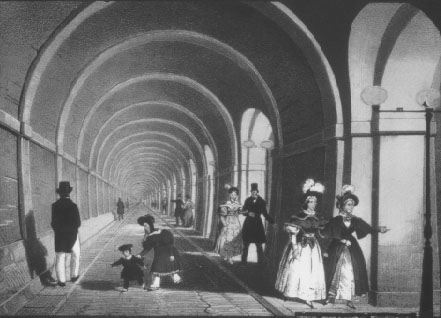
Туннель под Темзой, первый в Европе туннель под водной преградой, открытый в 1843 году. Для его строительства использовали цемент.

Карбонат натрия использовали во множестве производственных процессов, в том числе для изготовления мыла, стекла, бумаги, а также в текстильной промышленности. Серная кислота кроме производства соды также находила применение для удаления ржавчины с металлических изделий и в качестве отбеливателя для тканей. Лишь к началу XIX в. Чарльз Теннант и Клод Луи Бертолле разработали более эффективный отбеливатель на основе хлорной извести. Фабрика Теннанта по производству нового отбеливателя в течение длительного времени оставалась крупнейшим в мире химическим предприятием.
В 1824 году британский каменщик Джозеф Аспдин запатентовал химический процесс производства портландцемента. Он заключался в спекании глины с известняком. Далее смесь перемалывали в порошок, смешивали с водой, песком и гравием, в результате чего получался бетон. Через несколько лет инженер Марк Изамбар Брюнель применил бетон для строительства первого в мире водонепроницаемого тоннеля под рекой Темзой, а в середине XIX в. его использовали для сооружения современной городской канализации.

### Газовые фонари
Ещё одним достижением промышленной революции стало уличное освещение. Его появление в британских городах стало возможным благодаря шотландскому инженеру Уильяму Мёрдоку. Он изобрёл процесс получения светильного газа путём пиролиза каменного угля, а также способы его накопления, транспортировки и использования в газовых фонарях. Первые газовые светильники были установлены в Лондоне в 1812—1820 годы. Вскоре большая часть угля, добываемого в Великобритании, шла на нужды освещения, так как оно не только повышало комфорт и безопасность на городских улицах, но и способствовало удлинению рабочего дня на фабриках и заводах, ранее зависевших от освещения сравнительно дорогостоящими свечами и масляными лампами.

## Социальные последствия

### Урбанизация и перемены в социальной структуре
Быстро развивающаяся промышленность и обслуживающий сектор предоставляли множество новых рабочих мест. В то же время появление дешёвых промышленных товаров вело к разорению мелких производителей, и разорившиеся ремесленники становились наёмными рабочими. Но главным источником пополнения армии наёмных рабочих стали обнищавшие крестьяне, которые переселялись в города. Только с 1880 по 1914 год 60 млн европейцев переселились из деревень в города. Быстрый рост городского населения и внутренняя миграция в XIX веке стали практически повсеместно массовым явлением в Европе. Например, население Парижа с 1800 по 1850 год выросло более чем на 92 %, население Манчестера с 1790 по 1900 год увеличилось в 10 раз. В ряде стран городское население к началу XX века стало преобладающим (в Бельгии по переписи 1910 года оно составляло 54 %, в Великобритании (1911 год) — 51,5 %). В Германии в 1907 году оно составляло 43,7 %, во Франции в 1911 году — 36,5 % всего населения.
Быстрая урбанизация и рост числа наёмных рабочих чрезвычайно обострили социальные проблемы. Пока центры фабричного производства были относительно небольшими, городской житель мог в дополнение к заработку на фабрике обрабатывать огород, а в случае потери работы наняться на ферму. Но с ростом городов таких возможностей становилось всё меньше. Мигрировавшим в города крестьянам приходилось с трудом приспосабливаться к непривычным условиям городского быта.

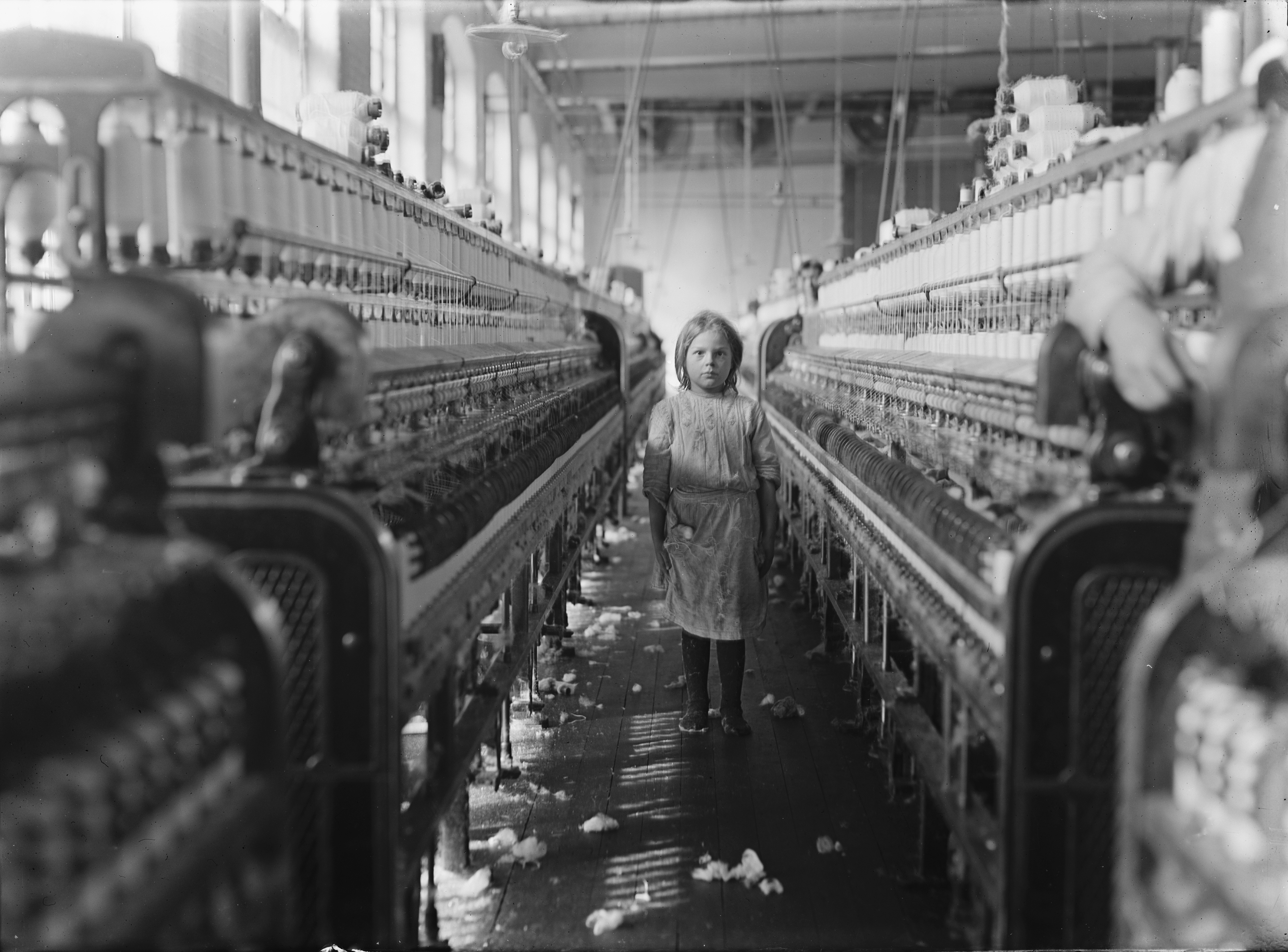
Малолетняя прядильщица в Южной Каролине, США, 1908 год

На протяжении XIX — начала XX века жилищные условия большинства наёмных рабочих не отвечали элементарным санитарно-гигиеническим требованиям. В большинстве случаев их жилища были перенаселены. Если под перенаселением понимать проживание в каждой комнате, включая кухню, более двух человек, то в перенаселённых квартирах обитали: в Познани — 53 %, в Дортмунде — 41 %, в Дюссельдорфе — 38 %, в Ахене и Эссене — 37 %, в Бреслау — 33 %, в Мюнхене — 29 %, в Кёльне — 27 %, в Берлине — 22 % рабочих. Были перенаселены 55 % квартир в Париже, 60 % — в Лионе, 75 % — в Сент-Этьене. Была также распространена «сдача коек постояльцам», практиковавшаяся семьями, снимавшими квартиры. В Лондоне встречались объявления о сдаче части комнаты, причём мужчина, работавший днём, и девушка, работавшая прислугой в гостинице ночью, должны были пользоваться одной постелью. Современники в середине XIX века писали, что в Ливерпуле «от 35 до 40 тысяч населения живёт ниже уровня почвы — в погребах, не имеющих вовсе стока…».
До изобретения газового освещения продолжительность рабочего дня на предприятиях зависела от естественного освещения, но с появлением газовых горелок фабрики получили возможность работать в ночное время. Во Франции многие бумагопрядильные фабрики в 1840-х годах установили рабочий день в пределах 13,5—15 часов, из которых на отдых выделялось по получасу три раза за смену. На английских фабриках в 1820—1840-х годах рабочий день за вычетом трёх перерывов для приёма пищи (1 час на обед и по 20—30 минут на завтрак и ужин) длился 12—13 часов. Распространённой становилась работа по воскресным дням.
В промышленности начал массово использоваться женский труд и впервые в истории множество женщин начало трудиться вне дома. При этом на текстильных фабриках мужчины работали надзирателями и квалифицированными механиками, а женщины обслуживали прядильные и ткацкие станки и получали меньшую зарплату, чем мужчины. Внедрение машин позволяло использовать элементарно обученных, малоквалифицированных работников и поэтому повсеместным явлением также стал дешёвый детский труд. В 1839 году 46 % фабричных рабочих Великобритании не достигли 18-летнего возраста. Официально признавалось: «бывают случаи, что дети начинают работать с 4-х лет, иногда с пяти, шести, семи и восьми лет в рудниках».
Социальные протесты, проснувшееся чувство «социального стыда за бедствия трудящихся», стремление уменьшить политическую нестабильность заставляли политиков выступать в поддержку разработки социальных программ для неимущих, государственного регулирования отношений между наёмными рабочими и бизнесом.
В целом уровень жизни населения в результате промышленной революции вырос. Улучшение качества питания, санитарных условий, качества и доступности медицинского обслуживания привело к значительному росту продолжительности жизни и падению смертности. Произошёл демографический взрыв. За 13 веков (с VI по XIX век) европейской истории население континента никогда не превышало 180 млн человек. За период с 1801 по 1914 годы число европейцев возросло до 460 млн человек. Кроме того, считается, что промышленная революция кардинально изменила сами представления о благополучии в европейских и американских обществах.
Согласно современным представлениям, «промышленная революция обозначила начало драматического периода улучшения в материальном положении западноевропейских и американских обществ, которое коснулось всех и каждого», а «романтическое представление о благополучной жизни работников в доиндустриальной Европе можно отвергнуть как чистую фантазию».

### Образование

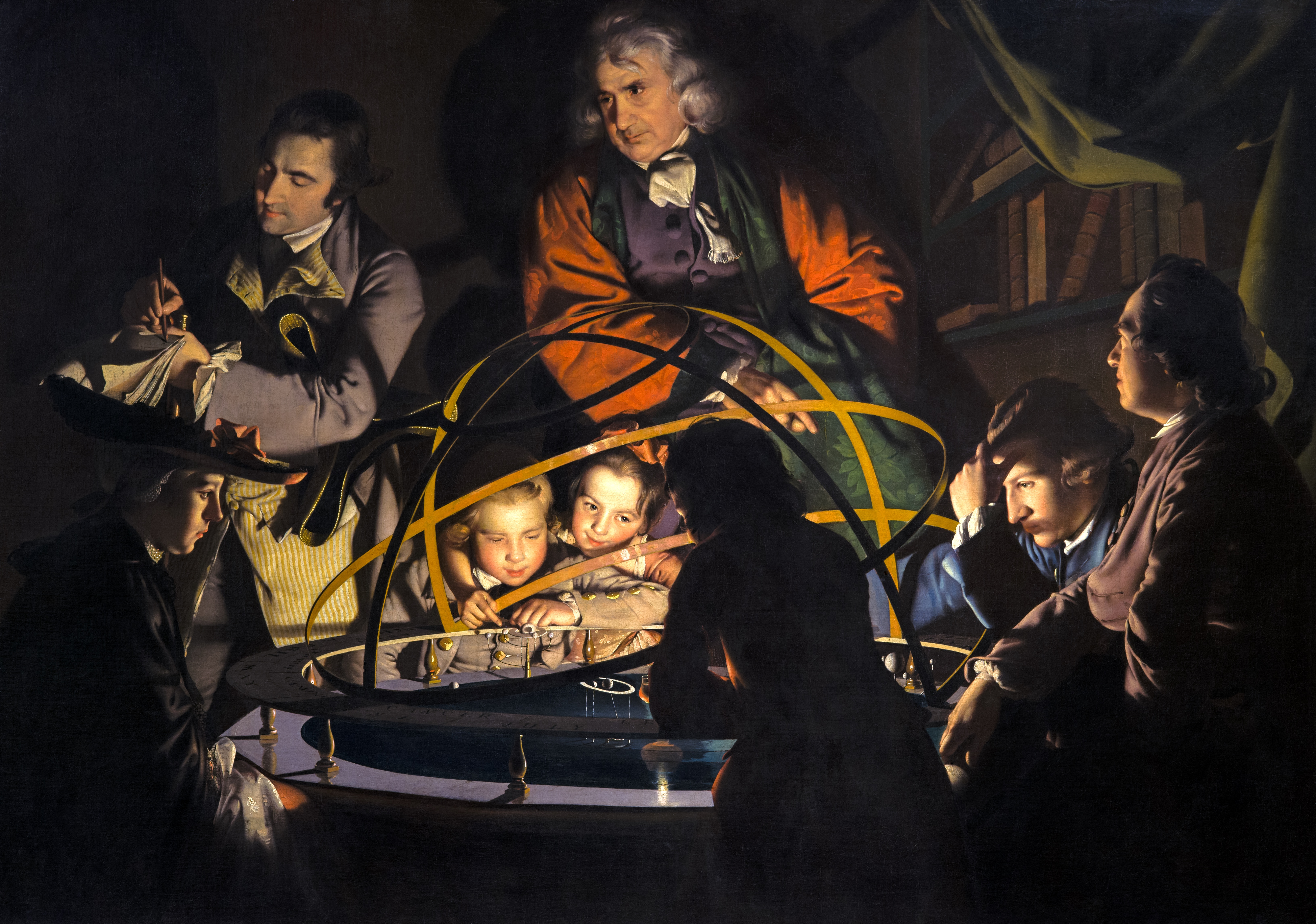
Философ читает лекцию с использованием модели планетной системы. Дж. Райт, около 1766 года. Научные знания распространялись в неформальных философских кружках

Знания о новшествах распространялись разными путями. Работники, получившие квалификацию у одного нанимателя, могли затем перейти к другому. Такой способ повышения квалификации был весьма распространённым, в некоторых странах, таких как Франция и Швеция, отправлять работников на стажировку за границу даже было государственной политикой. Стажёры, как и сейчас, обычно вели записи о своих работах, дошедшие до наших дней как памятники эпохи.
Другим способом распространения знаний были философские общества и кружки, члены которых, в частности, изучали «натуральную философию», как тогда называли естественные науки, и её практические приложения. Некоторые общества публиковали отчёты о своей деятельности, на основе которых позже возникли научные журналы и прочие периодические издания, в том числе энциклопедии.
Средневековые университеты в ходе промышленной революции также изменились, а их образовательные стандарты приблизились к современным. Кроме того, появились новые высшие учебные заведения, в частности, политехнические и специализированные институты и академии.
В индустриальную эпоху сформировалась система массового образования.

## Последующие промышленные революции
Последующие глобальные трансформации производственного уклада также зачастую идентифицируют как промышленные революции.
Вторая промышленная революция периодизируется со второй половины XIX века по начало XX века, характеризуется массовым освоением поточного производства, широким применением электричества и химикатов; понятие о второй промышленной революции введено в широкое употребление Дэвидом Лэндисом.
Третьей промышленной революцией обычно обозначают так называемую «цифровую революцию» — повсеместный переход в производстве к применению информационно-коммуникационных технологий, способствовавший формированию постиндустриального общества; массовые публикации о третьей революции появились в начале XXI века.
Несмотря на то, что концепция третьей промышленной революции по состоянию на середину 2010-х годов до конца не устоялась, есть уже представления и о «четвёртой промышленной революции» — с этим термином связывается германская частно-государственная программа Industrie 4.0, в рамках которой крупные немецкие концерны при грантовой поддержке исследований Федеральным правительством создают полностью автоматизированные производства, линии и изделия на которых взаимодействуют друг с другом и потребителями в рамках концепции Интернета вещей, за счёт чего обеспечивается выпуск индивидуализированной продукции.